# Krajnie
Krajnie är en kulle i Antarktis. Den ligger i Östantarktis. Australien gör anspråk på området. Toppen på Krajnie är 85 meter över havet.
Terrängen runt Krajnie är platt åt nordväst, men åt sydost är den kuperad. Trakten är obefolkad. Det finns inga samhällen i närheten. 